# Man: His Origin and Destiny

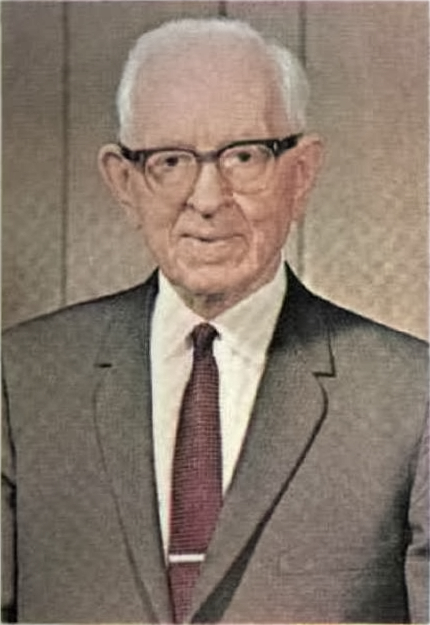
Joseph Fielding Smith, autor książki

Man: His Origin and Destiny – książka autorstwa Josepha Fieldinga Smitha opublikowana po raz pierwszy w 1954. Opracowana na przełomie lat 20. i 30. XX wieku, ukazała się dopiero dwie dekady później. Atakuje modernizm, opowiada się za dosłowną interpretacją Biblii. Ostro atakuje teorię ewolucji. Nie przedstawia oficjalnego stanowiska Kościoła Jezusa Chrystusa Świętych w Dniach Ostatnich, spowodowała niemniej wzrost tendencji fundamentalistycznych wśród członków tej wspólnoty religijnej.

## Tło
Książka ukazała się nakładem Deseret Book w Salt Lake City. Jej autor był w owym czasie członkiem Kworum Dwunastu Apostołów, jak również oficjalnym historykiem Kościoła Jezusa Chrystusa Świętych w Dniach Ostatnich. Od 1970 do swojej śmierci w 1972 posługiwał natomiast jako prezydent Kościoła. Została pomyślana jako obrona podstawowych zasad ewangelicznych, szczególnie skupiająca się na dotarciu do osób młodych. Zawiera przedmowę pióra Marka E. Petersena, również zasiadającego wówczas w Kworum Dwunastu Apostołów. Uzupełniona jest dodatkowo wprowadzeniem mormońskiego chemika Melvina A. Cooka. Liczy 563 strony.

## Geneza
Utwór jest owocem wieloletniego zainteresowania Smitha kreacjonizmem. Na jej powstanie wpłynęła zwłaszcza korespondencja autora z kanadyjskim adwentystą George’em McCreadym Price’em. Materiały, które posłużyły za podstawę w stworzeniu tej publikacji, zostały zgromadzone przez Smitha na przełomie lat 20. i 30. XX wieku. Toczył wówczas głośny spór o genezę życia na ziemi ze swoimi kolegami z mormońskiego kierownictwa, B.H. Robertsem i Jamesem E. Talmage’em. W 1931 Pierwsze Prezydium położyło kres coraz bardziej zaogniającemu się sporowi, prosząc, by zaniechali publicznych wymian zdań na tematy kontrowersyjne. Zmiany osobowe we władzach wspólnoty przyniosły ze sobą stopniową zmianę klimatu intelektualnego, jednak dopiero na początku lat 50. Smith nabrał przekonania, że nadszedł czas na przygotowanie manuskryptu do druku.

## Treść
Książka wyraża ogromne zaniepokojenie procesem, który określa mianem erozji podstawowych doktryn chrześcijaństwa. Za jego główną przyczynę uznaje antydogmatyczne, odwołujące się do sceptycyzmu prądy myślowe. Mają one wedle obecnego w niej dyskursu tworzyć prawdziwą sieć, której wpływy, niczym wysoce zaraźliwy wirus, szerzą się wśród władz religijnych i świeckich. Modernistyczne myślenie daje początek zgubnym doktrynom. Za jedną z takich doktryn Smith uznaje na kartach swej publikacji teorię ewolucji. 
Usiłuje nadać swym wywodom naukowego charakteru, cytując prace wspomnianego już wcześniej Price'a, ale też twórców takich jak Byron C. Nelson czy Henry H. Holworth. Nie wspomina przy tym, że cytowane przezeń teksty nie są traktowane przez środowisko naukowe poważnie. Broni dosłownej interpretacji tekstu biblijnego, w tym historyczności starotestamentalnej opowieści o potopie. Podkreśla choćby, że procesy, które wedle geologów zaszły na przestrzeni milionów lat, mogły wydarzyć się nagle właśnie dzięki kolosalnej sile tej biblijnej powodzi. Próbuje zdyskredytować ewolucję organizmów żywych od jednego, wspólnego przodka, uznając ją za pozbawione podstaw teoretyczne założenie. Podważa wiarygodność rekonstrukcji szkieletów innych gatunków człowieka, stwierdzając, jakoby opierały się one na niewielkiej liczbie fragmentów kości odkopywanych w swym bliskim sąsiedztwie. Sugeruje, że dostępne modele kośćca prawdopodobnie zawierają też choćby kości szympansów.
W stosowanej na jej kartach argumentacji z oczywistych względów niejednokrotnie pojawia się Bóg. Uznaje, że najwspanialszym dowodem na stworzenie człowieka przez istotę wyższą jest złożoność ludzkiego organizmu. Siłę życiową odnajdywaną we wszystkich organizmach składa w ręce bytu pozostającego poza działaniem praw natury, co w oczywisty sposób przywodzi na myśl Boga. Od stwierdzeń mających rzekomą wartość naukową płynnie przechodzi do deklaracji już czysto teologicznych. Całkowicie odrzuca ewolucję jako herezję sprzeczną z ewangelią Jezusa Chrystusa. Wylicza osiemnaście objawionych prawd, które jako podstawa prawdziwej religii nie podlegają ani zmianom, ani modyfikacjom. Posuwa się nawet do stwierdzenia, że sama prawda wynika z dogmatu. Wzywa tym samym do oddzielenia prawdziwej nauki, tej mogącej harmonijnie współistnieć z religią, od jej sceptycznej podróbki. Owa zdominowana przez teologię perspektywa prawdopodobnie wyjaśnia, dlaczego znaczna część książki poświęcona jest już wprost kwestiom doktrynalnym, w tym prawdziwości pism świętych czy planowi zbawienia.

## Znaczenie
Jak zauważono w dostępnej literaturze, była pierwszą w historii mormonizmu książką otwarcie prezentującą poglądy sprzeczne z opinią większości środowiska naukowego. Sprowokowała wzrost tendencji fundamentalistycznych wśród aktywnych świętych w dniach ostatnich. Nigdy nie została uznana za oficjalną publikację kościelną, szybko jednak zdobyła uznanie licznych świętych. 
Wielu wiernych traktowało poglądy w niej wyrażone jako odzwierciedlenie rzeczywistych nauk wspólnoty. Wynikało to z kilku różnych powodów, między innymi zaś z tego, że David O. McKay, prezydent Kościoła w momencie jej publikacji, nigdy publicznie nie wystąpił przeciwko głoszonym w niej poglądom. Tym, którzy mieli spowodowane nią wątpliwości, wolał udzielać prywatnych zapewnień co do tego, że w kwestii ewolucji wspólnota nie zajęła jeszcze stanowiska. Innym powodem mógł być stały wzrost znaczenia Smitha w hierarchii kościelnej, łącznie z wejściem w skład Pierwszego Prezydium w 1965 czy ze wspomnianym wyżej objęciem przezeń stanowiska prezydenta w 1970. 
Poglądy zawarte w książce powiela także Mormon Doctrine (1958) autorstwa zięcia Smitha, Bruce'a McConkiego, niekiedy określana jako jeden z największych bestsellerów w historii literatury mormońskiej. Charyzmatyczny McConkie, znany ze swojej bogatej aktywności pisarskiej, wzmocnił jedynie jeszcze i tak już znaczącą obecność kreacjonistycznych tez książki teścia w umysłach współczesnych świętych w dniach ostatnich. Badania pokazują, że odsetek studentów należącego do Kościoła Uniwersytetu Brighama Younga (BYU) odrzucających teorię ewolucji wzrósł z 35 procent w 1936 do 81 procent w 1973.
Jedną z przyczyn trwałej obecności tez zawartych w książce w zbiorowej świadomości mormońskiej może być również i to, że jej konserwatyzm oraz lęk przed modernistycznymi trendami intelektualnymi wpisał się doskonale w mentalność przeciętnego członka mormońskiego Kościoła. W tym sensie książka ta ma zatem znaczenie nie tyle jako medium kształtujące poglądy, co raczej idealnie je odzwierciedlające, również współcześnie. Wśród intelektualistów deklarujących się jako święci w dniach ostatnich jest niemniej nadal uznawana za wyrazicielkę opinii mniejszości czy nawet opinii marginalnych.